# Paul Frankl
Paul Frankl (22 de abril de 1878-30 de enero de 1962) fue un historiador del arte austrohúngaro.

## Biografía

### Educación y carrera
Frankl se matriculó en la Technische Hochschule de Munich y más tarde cursó estudios en Berlín, graduándose de arquitecto en 1904. Su doctorado fue supervisado por Berthold Riehl en el sur de Alemania.
Tras completar su tesis en 1910, Frankl trabajó como asistente de Heinrich Wölfflin y en su Habilitationsschrift (Tesis de habilitación), presenta una definición sistemática de los principios formales de la arquitectura del Renacimiento. Desde 1914 hasta 1920, Frankl trabajó como privatdozent, enseñando en la Universidad de Múnich, mientras colaboraba con el  Handbuch der Kunstwissenschaft (Manual de Bellas Artes) (que editan Albert Brinckmann y Fritz Burger). En 1914 escribió su primer trabajo teórico, Die Entwicklungsphasen der neueren Baukunst (Las fases de desarrollo de la arquitectura moderna), donde propone cuatro elementos para el análisis de la historia del arte (a saber: composición espacial, tratamiento de las masas y la superficie, tratamiento de los efectos ópticos y relación del diseño de la función social) obra a la que Frankl continuó aumentando en futuros trabajos.
En 1926 publica su estudio Die frühmittelalterliche und romanische Baukunst (La arquitectura de la Alta Edad Media y Románica) donde ilustra las diferencias entre la arquitectura gótica y la románica, siendo la gótica aditiva, frontal y estructural, y la románica parcial, diagonal y texturizada. En 1933 el entusiasmo de Frankl por la arquitectura medieval le permite unirse al grupo medievalista en el 13.º Congreso Internacional de Historia del Arte en Estocolmo para observar la única iglesia gótica de la que aun se conserva su andamio original de arco de madera.
Tras abandonar la universidad, Frankl volvió a Múnich y escribió su tesis monumental, Das System der Kunstwissenschaft (El sistema de la ciencia del arte) (1938), donde presentó una comprensión histórica sobre la fenomenología y morfología del arte. Ese año Frankl también realizó un breve viaje a Constantinopla.

### Transición a los Estados Unidos
Frankl viajó a Estados Unidos en 1938, donde aprendió como voluntario en un seminario organizado por Julius S. Held. Consiguió una plaza en el Instituto de Estudios Avanzados de la Universidad de Princeton, que estaba dirigido en ese momento por Frank Aydelotte. En 1949 consiguió un cargo  fijo el que conservó hasta el momento de su muerte.

### Últimos años
Sus trabajos revelan que Wölfflin continuó ejerciendo influencia sobre Frankl, especialmente en cuanto a las ideas sobre el estilo arquitectónico con un análisis del significado de la función social y religiosa. En 1962 publicó la obra Arquitectura gótica. Falleció el 30 de enero de 1962.

## Legado
Es posible que el trabajo de su pupilo, Richard Krautheimer, estuviera influenciado por los trabajos de Frankl sobre el significado y la función de la arquitectura. Frankl crea el término akyrism, que connota un cambio en el contexto del significado del arte.

## Obras
- Die Glasmalerei des fünfzehnten Jahrhunderts in Bayern und Schwaben (Strasbourg, 1912)
- Die Entwicklungsphasen der neueren Baukunst (Leipzig and Berlin, 1914) (See English translation, The Principles of Architectural History: The Four Phases of Architectural Style, 1420–1900 (Cambridge, MA, and London, 1968, 1973)).
- Die frühmittelalterliche und romanische Baukunst (Potsdam, 1926)
- Das System der Kunstwissenschaft (Brno, 1938)
- Weltregierung (1948)
- Kistenfiger (1956)
- Theobald von Lixheim (1957 Zeit Schrift)
- The Gothic: Literary Sources and Interpretations through Eight Centuries (Princeton, 1960)
- Kunst Chronik (1961 Hemmel)
- "Boucher's Girl on the Couch" (1961)
- Encyclopædia Britannica article on Gothic Architecture (1962)
- "Roundel in Boston" (1962)
- Gothic Architecture, Pelican Hist. A. (Harmondsworth, 1962)
- Zu Fragen des Stils (Leipzig 1988)